# Vlasta Vrbková
Vlasta Vrbková (nacida el 19 de septiembre de 1953 en Kyjov) es una exjugadora de baloncesto checoslovaca. Consiguió 4 medallas en competiciones oficiales con Checoslovaquia.